# Hieroglyphus africanus
Hieroglyphus africanus är en insektsart som beskrevs av Boris Petrovich Uvarov 1922. Hieroglyphus africanus ingår i släktet Hieroglyphus och familjen gräshoppor. Inga underarter finns listade i Catalogue of Life.